# Pavao II.
Pavao II., rođen kao Pietro Barbo, papa od 30. kolovoza 1464. do 26. srpnja 1471. godine.